# Campagne sous-marine soviétique de la mer Baltique en 1943
Front de l'Est (Seconde Guerre mondiale)
Batailles
- Campagne de 1941
- Campagne de 1942
- Campagne de 1943
- Campagne de 1944
- Campagne de 1945

La campagne sous-marine soviétique de la mer Baltique en 1943 a été lancée par la marine soviétique pour continuer à harceler le trafic stratégique de minerai de fer entre la Suède neutre et le Troisième Reich pendant la Seconde Guerre mondiale. D'autres opérations ont également lancé par les Alliés contre ses transports, impliquant en particulier la Royal Navy dans les campagnes de l'Arctique. L'offensive de 1943 était une répétition de la campagne précédente en 1942 mais a abouti à une victoire de l'Axe.

## Contexte

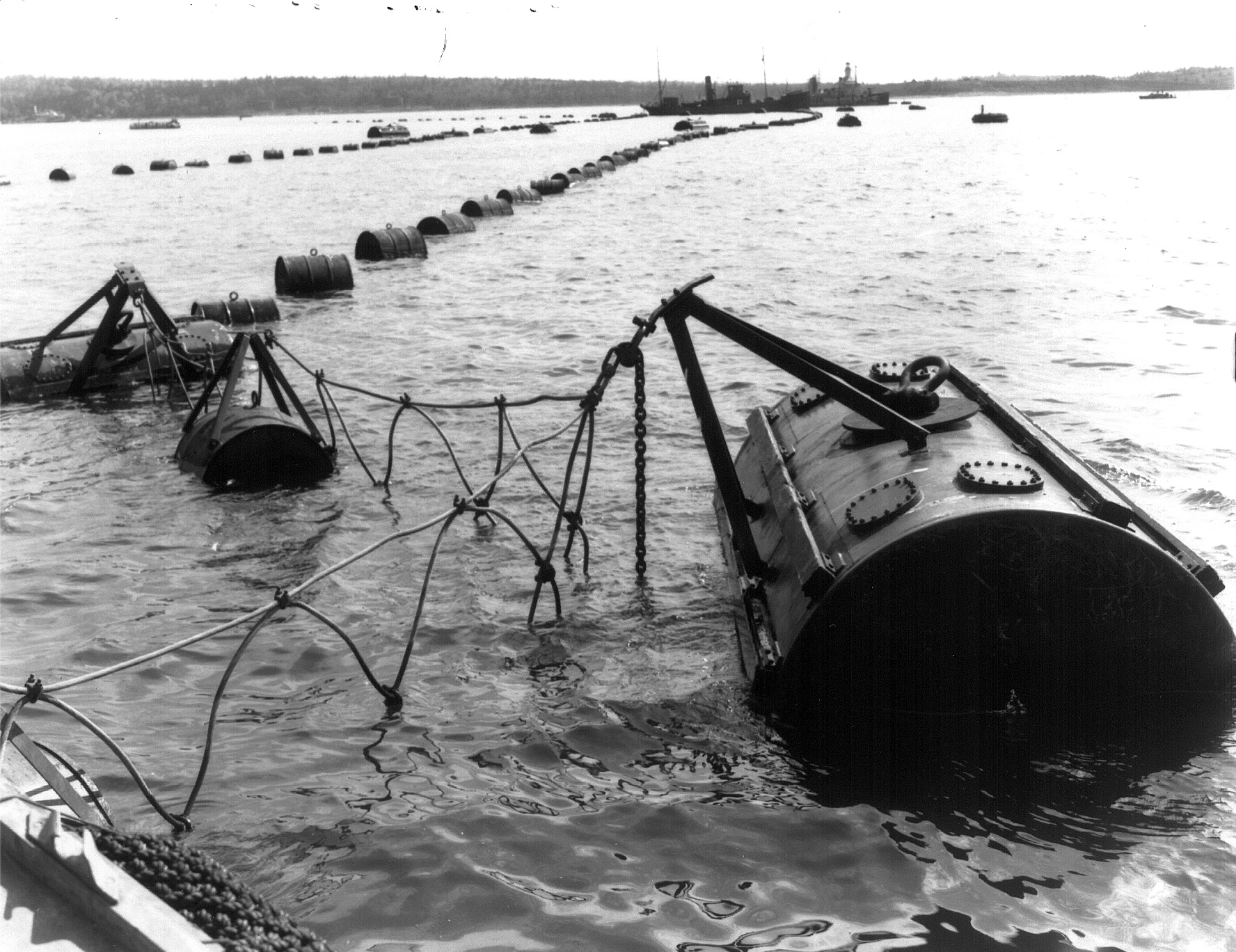
Filet anti-sous-marins

L'offensive sous-marine soviétique en 1942 a entraîné de lourdes pertes pour les russes, mais a réussi à couler certains navires et a causé des retards et des inquiétudes pour les Allemands dans l'approvisionnement du minerai de fer. Ceci a été réalisé malgré la présence de plus de 13.000 mines défensives. 
Des préparatifs ont été faits en hiver 1942 pour empêcher l'intrusion de sous-marins soviétiques dans la Baltique ouverte pour l'année suivante. Un élément décisif du blocus de l'Axe a été la pose d'un double filet anti-sous-marin, appelé système «Walrus», à travers le golfe de Finlande de Porkkala (Finlande) à Naissaar (Estonie). De plus, la marine allemande a posé 7.293 autres nouvelles mines, tandis que la Finlande a posé 1.965 mines, en plus des mines existantes.

## Offensive
Au début de l'année, les Soviétiques pouvaient engager quatre sous-marins de classe Stalinets offensifs, neuf de classe Shchuka et trois de classe Malyutka. Seuls, cinq sous-marins tentèrent de passer le blocus.
- Le ShCh-323[1] fut le premier navire à tenter de franchir le blocus mais fut coulé par des mines le 30 avril 1943 (cinq survivants).
- Le ShCh-303[2] n'a pas réussi à passer les filets et est retourné à Lavansaari après des rencontres avec des navires allemands.
- Le ShCh-408[3] a été détecté et coulé par le mouilleur de mines finlandais Ruotsinsalmi avec des charges de profondeur, tandis que le ShCh-406[4] a subi le même sort par le mouilleur de mines finlandais Riilahti et les petits bateaux allemands.

Après les échecs de la classe Shchuka, les Soviétiques ont tenté de percer avec les plus puissants ''S-9'' et ''S-12'' : les deux ne sont jamais revenus et ont été perdus dans les mines en août 1943, marquant la fin des tentatives soviétiques pour pénétrer le blocus.

## Conséquences et résultat

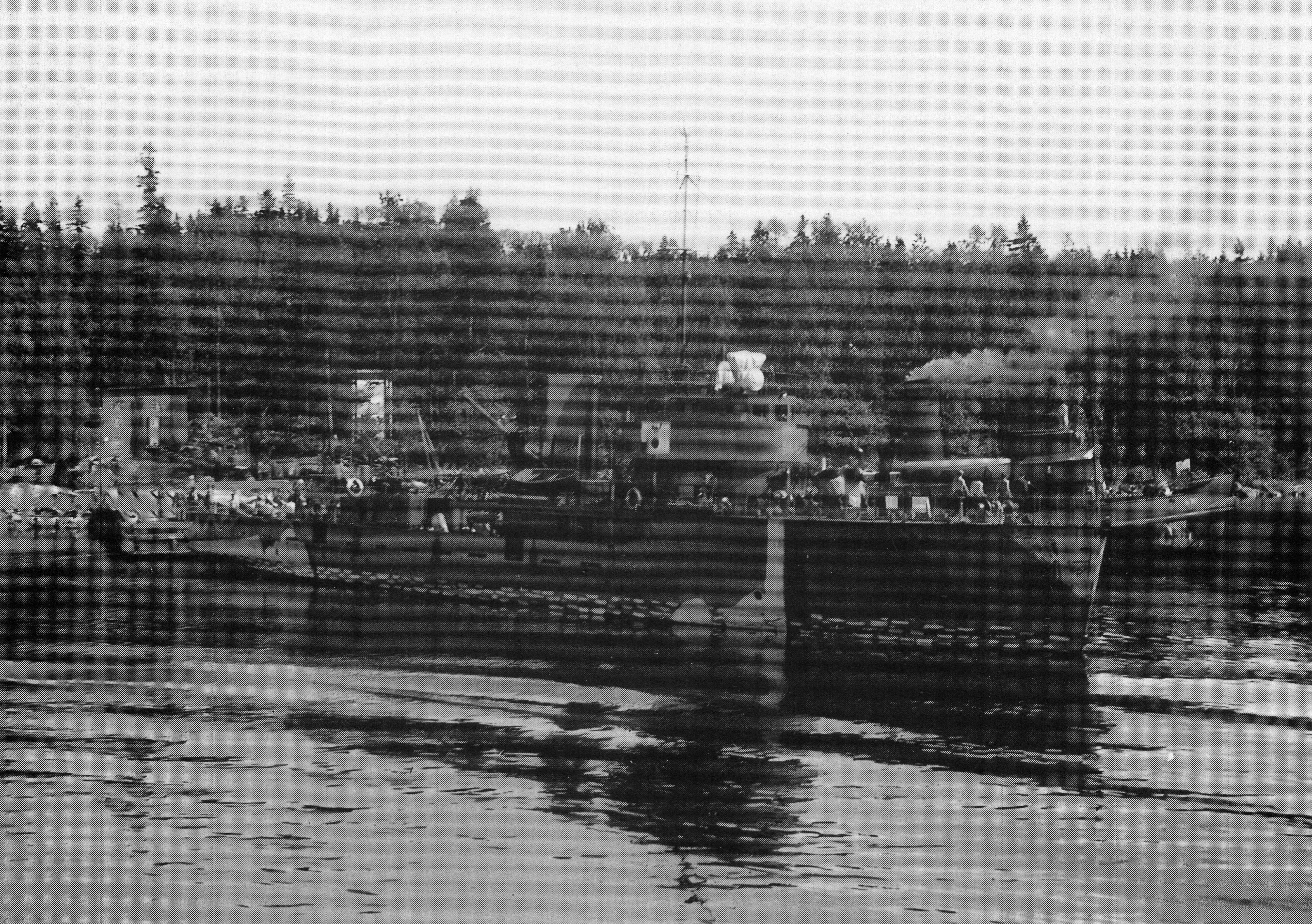
Mouilleur de mines finlandais Riilahti

Les poseurs de mines finlandais Ruotsinsalmi et Riilahti ont participé activement à la campagne, coulant chacun un sous-marin. 
Le 23 août 1943, lors d'une autre patrouille anti-sous-marine, Riilahti a été coulé par le torpilleur à moteur soviétique TK-93.
Aucune tentative soviétique de briser le blocus de l'Axe n'a réussi : aucun navire n'a été coulé par des sous-marins soviétiques dans la mer Baltique en 1943, faisant du résultat de l'offensive un succès décisif de l'Axe.